# André Parmentier
Cet article concerne un homme politique français. Pour le tireur sportif français, voir André Parmentier (tir sportif).
Pour les articles homonymes, voir Parmentier.
André Auguste Parmentier est un avocat et un homme politique français né le 11 mars 1896 à Lille, dans le Nord et mort le 8 avril 1991 à Boulogne-Billancourt, dans les Hauts-de-Seine.

## Biographie
Combattant durant la Première Guerre mondiale, il est blessé par balle le 5 septembre 1917. Il s'établit ensuite comme avocat au barreau de Dunkerque, dont il devient bâtonnier. Vice-président de l'Union départementale des combattants, il est également investi dans les questions sociales, président d'une société de secours mutuels et fondateur d'une caisse privée d'assurances sociales.
Fort de cette position locale, il se présente aux élections législatives de 1932 dans la 2e circonscription de Dunkerque sous les couleurs de la conservatrice Fédération républicaine. Il est élu au second tour, puis réélu dès le premier tour en 1936. À la Chambre des députés, il se distingue par des prises de position qui le situent nettement à droite, notamment dans l'opposition au Front populaire, dont il désapprouve les principaux projets.
Engagé volontaire en 1939, il est fait prisonnier en mai 1940, alors qu'il commande une compagnie de chars d'assaut. À son retour d'Allemagne, il s'engage en faveur du nouveau régime, et est nommé Préfet des Vosges, puis de la Seine-Maritime à Rouen. En septembre 1942, il est nommé préfet de la région Normandie en remplacement de René Bouffet. C'est comme préfet de Rouen qu'il ordonne, le 15 janvier 1943, à la demande des autorités allemandes, à la suite du meurtre d'un officier allemand, l'arrestation des Juifs du département. En 1943, Pierre Laval le nomme directeur général de la Police nationale.  Il reçoit la Francisque. Le 2 août 1943, il est condamné à mort par une « cour martiale de la Résistance ». 
Mais selon Limore Yagil, André Parmentier agit à l'encontre des consignes de collaboration qui lui sont données, et combat en permanence l'influence de Joseph Darnand, le chef de la Milice française. Il fait l'impossible pour que la police française ne collabore pas avec la Gestapo en lui donnant des renseignements et en lui remettant des détenus, s'efforce de saboter l'action de la Milice, recommande à ses services de ne pas frapper les résistants anti-allemands, et de ne pas appliquer les directives de Laval prescrivant de chasser les maquis, de dépister les gaullistes et les réfractaires au STO.
En 1946, il est détenu à Fresnes. Il est le dernier à être jugé par la Haute Cour de Justice : le 1er juillet 1949, il est condamné à 5 ans d’indignité nationale, dont il est immédiatement relevé pour faits de Résistance.

## Distinctions
- Croix de guerre 1914–1918, étoile de vermeil (1917)
- Ordre de la Couronne (Roumanie) (10 octobre 1919)

### Sources
- « André Parmentier », dans le Dictionnaire des parlementaires français (1889-1940), sous la direction de Jean Jolly, PUF, 1960 [détail de l’édition]
- Limore Yagil, Chrétiens et Juifs sous Vichy, 1940-1944 : sauvetage et désobéissance civile, Paris, Éditions du Cerf, 2005.